# Xã Stonycreek, Quận Cambria, Pennsylvania
Xã Stonycreek (tiếng Anh: Stonycreek Township) là một xã thuộc quận Cambria, tiểu bang Pennsylvania, Hoa Kỳ. Năm 2010, dân số của xã này là 2.844 người.